# Volkswagen Constellation

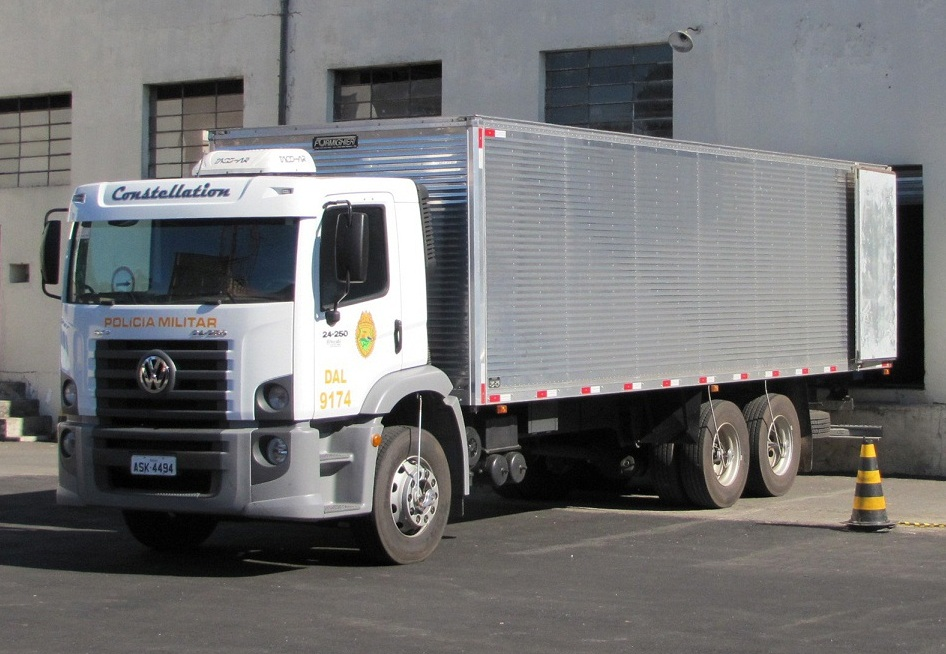
Volkswagen Constellation

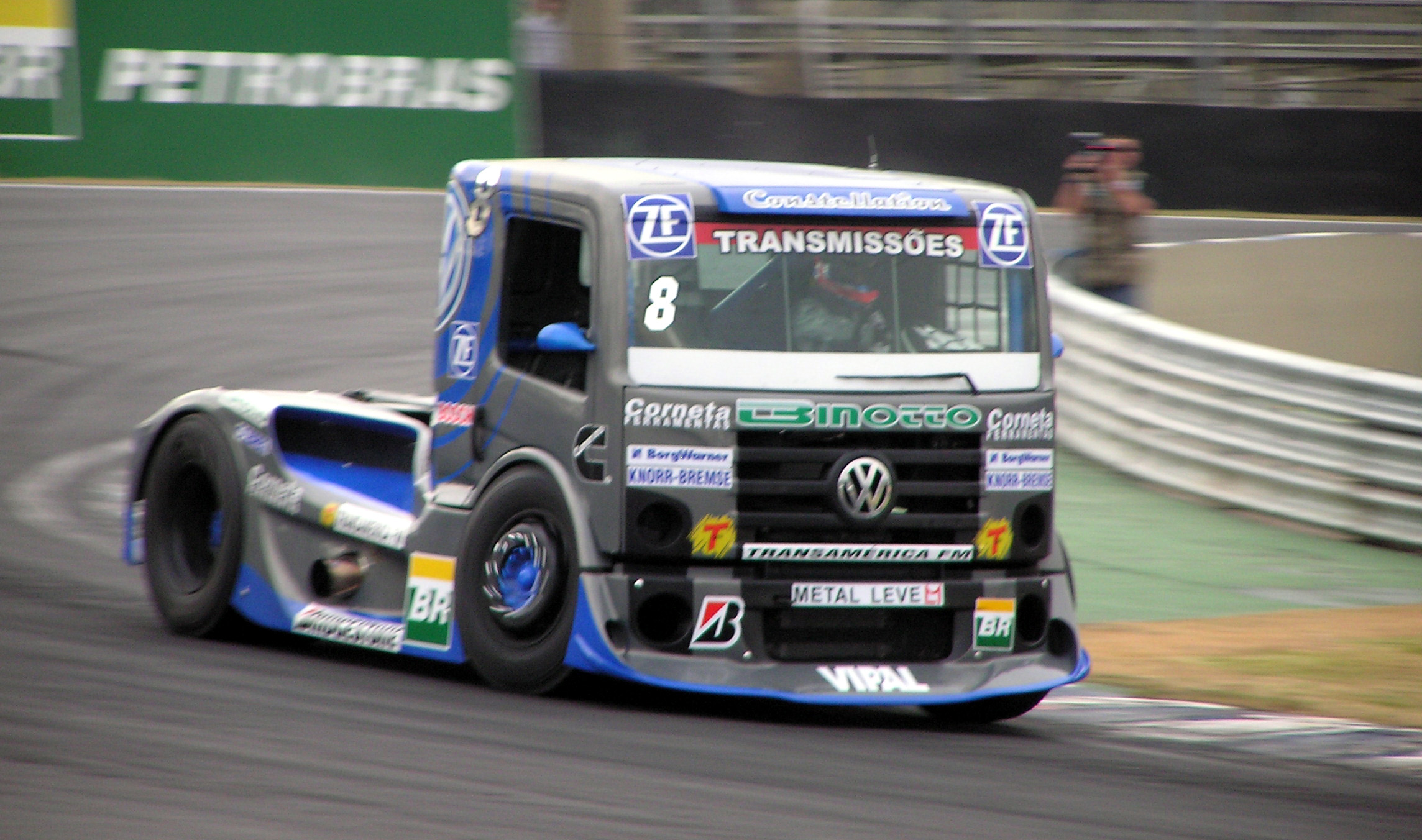
Volkswagen Constellation на змаганнях

Volkswagen Constellation — це вантажівки, які виробляє Volkswagen Trucks and Buses концерну MAN основному для ринку Південної Америки.
Volkswagen Trucks and Buses на заводі в Бразилії випускає важкі вантажівки і сідлові тягачі Volkswagen Tractor Titan Constellation — така їх повна назва. Але зазвичай їх називають просто Volkswagen Constellation. Бразильські вантажівки мають повну масу від 13,2 т до 33 т, і колісні формули 4х2, 6х2 і 6х4. Згідно з майбутніми умовами експлуатації вантажівок, вони можуть бути укомплектовані стандартною низькою або високою кабіною зі спальними місцями.
Вантажівки оснащуються дизельними двигунами з турбонаддувом MWM або Cummins, які відповідають екологічним нормам Євро-3, потужністю від 180 до 320 к.с. Коробки передач встановлюються на ці автомобілі механічні, 5 -, 6-16-ступінчасті виробництва або Eaton або ZF, за бажанням замовника. Ведучі мости Meritor з блокуванням диференціала, пневматичними гальмівними системами з барабанними гальмівними механізмами. Підвіска задніх коліс стандартно ресорна, або пневматична як додаткова опція. Спеціально для серії Constellation бразильці сконструювали 6-циліндровий турбодизель NGD-370 робочим об'ємом 9,35 л і потужністю 367 к.с., виготовляється він на заводі компанії Navistar. З появою цього двигуна народилася нова модельна гамма 370 повною масою від 19 до 36 т, а у складі автопоїзда — до 57 т.